# Owusu Ampomah
Owusu Ampomah (* 6. Februar 1985 in Accra) ist ein ghanaischer ehemaliger Fußballspieler. Er war Stürmer und spielte zwischen 2004 und 2008 beim SC Freiburg. Ampomah galt als schneller, athletischer und dynamischer Spieler.

## Karriere
Wie auch sein ehemaliger Teamkollege und Trainer bei den Amateuren, Ibrahim Tanko, war Ampomah auf der Fußballschule Kumasi Envoys. 2004 wurde er vom deutschen Profiverein SC Freiburg verpflichtet. Den Kontakt zum SC hatte der zu dieser Zeit schon dort spielende Ibrahim Tanko hergestellt.
Nachdem Ampomah zwei Jahre lang bei der zweiten Mannschaft des SC Freiburg in der Oberliga Baden-Württemberg zum Einsatz gekommen war, debütierte er in der Saison 2006/07 in der 2. Fußball-Bundesliga. 2008 lief sein Vertrag beim SC Freiburg aus und wurde nicht mehr verlängert. Er kehrte daraufhin nach Ghana zurück und schloss sich den Liberty Professionals an. Mitte 2009 wechselte er zu den Cornerstones Kumasi, 2012 für seine letzte Saison zum Eleven Wonders FC.